# Ungerns Grand Prix 1993
Ungerns Grand Prix 1993 var det elfte av 16 lopp ingående i formel 1-VM 1993.

## Resultat
1. Damon Hill, Williams-Renault, 10 poäng
2. Riccardo Patrese, Benetton-Ford, 6
3. Gerhard Berger, Ferrari, 4
4. Derek Warwick, Footwork-Mugen Honda, 3
5. Martin Brundle, Ligier-Renault, 2
6. Karl Wendlinger, Sauber, 1
7. Mark Blundell, Ligier-Renault
8. Philippe Alliot, Larrousse-Lamborghini
9. Thierry Boutsen, Jordan-Hart
10. Ukyo Katayama, Tyrrell-Yamaha
11. Andrea de Cesaris, Tyrrell-Yamaha
12. Alain Prost, Williams-Renault

### Förare som bröt loppet
- Pierluigi Martini, Minardi-Ford (varv 59, snurrade av)
- Erik Comas, Larrousse-Lamborghini (54, motor)
- Alessandro Zanardi, Lotus-Ford (45, växellåda)
- Aguri Suzuki, Footwork-Mugen Honda (41, snurrade av)
- Michele Alboreto, BMS Scuderia Italia (Lola-Ferrari) (39, överhettning)
- Johnny Herbert, Lotus-Ford (38, snurrade av)
- Luca Badoer, BMS Scuderia Italia (Lola-Ferrari) (37, snurrade av)
- Michael Schumacher, Benetton-Ford (26, bränslepump)
- Christian Fittipaldi, Minardi-Ford (22, upphängning)
- Jean Alesi, Ferrari (22, snurrade av)
- JJ Lehto, Sauber (18, motor)
- Ayrton Senna, McLaren-Ford (17, gasspjäll)
- Michael Andretti, McLaren-Ford (15, gasspjäll)
- Rubens Barrichello, Jordan-Hart (0, kollision)